# Perspective
Perspective – drugi album studyjny gitarzysty Jasona Beckera, wydany w 1996 roku (wydany ponownie 22 maja 2001).

## Lista utworów
1. "Primal" – 7:03
2. "Rain" – 3:14
3. "End of the Beginning" – 11:46
4. "Higher" – 5:28
5. "Blue" – 4:46
6. "Life and Death" – 9:11
7. "Empire" – 5:15
8. "Serrana" – 8:38
9. "Meet Me in the Morning" – 5:22

## Muzycy
- Jason Becker – gitara elektryczna, orkiestracja
- Ehren Becker – gitara basowa
- Caren Anderson – śpiew (sopran)
- Danny Alvarez – instrumenty klawiszowe, perkusja
- Gary Becker – gitara klasyczna
- Gregg Bissonette – bębny, bas bezprogowy
- Joey Blake – śpiew
- Cathy Ellis – śpiew (sopran)
- Steve Hunter – śpiew harmoniczny
- Raz Kennedy – chórki, śpiew
- Steve Perry – śpiew
- Melanie Rath – śpiew
- Steve Rosenthal – cymbały, werble
- Gary Schwantes – flet bambusowy
- David Stuligross – puzon
- Anisha Thomas – śpiew (sopran)
- Rick Walker – perkusja
- Michael Lee Firkins – gitara